# Kadarkút
Kadarkút – miasto na Węgrzech, w komitacie Somogy, siedziba władz powiatu Kadarkút.